# Marco Di Costanzo
Marco Di Costanzo (ur. 9 czerwca 1992) – włoski wioślarz, brązowy medalista olimpijski z Rio de Janeiro.
Zawody w 2016 były jego pierwszymi igrzyskami olimpijskimi. W Brazylii zajął 3. miejsce w dwójce bez sternika, osadę tworzył także Giovanni Abagnale. W czwórce bez sternika był mistrzem świata w 2015.